# Alamanda I d'Entença

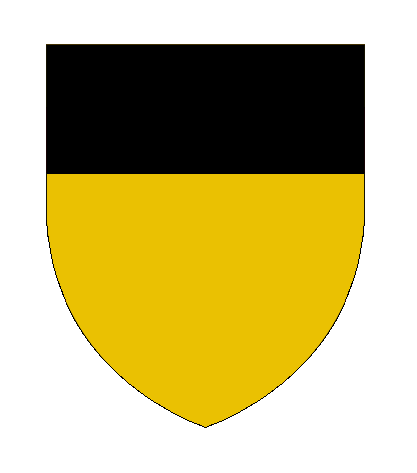
Escut d'armes de la casa d'Entença.

Alamanda de Castellvell de Vilademuls. Senyora de la baronia de Castellvell (posteriorment Entença) (1205-1244).
Filla de Guillem II de Castellvell i Balasqueta de Vilademuls. A la mort de l'hereu Albert de Castellvell a la 4a Croada, els dominis del seu pare se'ls van repartir entre les dues filles: 
- Alamanda es quedà amb les terres prop del riu Ebre.
- Guillema es quedà amb les terres prop del riu Llobregat.

Es va casar amb Ferrer de Santmartí. La seva hereva fou la seva filla gran Alamanda.